# قطعنامه ۲۰۶۸ شورای امنیت
قطعنامهٔ ۲۰۶۸ شورای امنیت سازمان ملل متحد سندی بین‌المللی دربارهٔ استفاده نظامی از کودکان است. این قطعنامه طی نشست شورای امنیت سازمان ملل متحد در تاریخ ۱۹ سپتامبر ۲۰۱۲ میلادی با ۱۱ رأی موافق، ۴ مخالف و ۰ ممتنع به تصویب رسید.